# Ornithodoros zumpti
Ornithodoros zumpti är en fästingart som beskrevs av Heisch och Guggisberg 1953. Ornithodoros zumpti ingår i släktet Ornithodoros och familjen mjuka fästingar. Inga underarter finns listade i Catalogue of Life.